# Z
Z je štiriindvajseta črka slovenske abecede.

## Uporaba
-Z uporabljamo kot predlog.